# Tripteroides felicitatis
Tripteroides felicitatis är en tvåvingeart som beskrevs av Bonne-wepster 1948. Tripteroides felicitatis ingår i släktet Tripteroides och familjen stickmyggor. Inga underarter finns listade i Catalogue of Life.